# Marele Premiu de la São Paulo
Marele Premiu de la São Paulo (portugheză Grande Prêmio de São Paulo), cunoscut anterior sub numele de Marele Premiu al Braziliei (portugheză Grande Prêmio do Brasil), este o cursă de Formula 1 ce se desfășoară anual pe Circuitul Interlagos din São Paulo, Brazilia. A făcut parte din calendarul Campionatului Mondial de Formula 1 pentru prima dată în 1973 și s-a desfășurat în fiecare an până în 2019. De-a lungul timpului, Marele Premiu s-a desfășurat pe două circuite, Circuitul Jacarepaguá din Rio de Janeiro în anii 80', și în rest pe Circuitul Interlagos din São Paulo.
Deși a făcut parte și din calendarul sezonului de Formula 1 din 2020, cursa a fost anulată, alături de altele, din cauza Pandemiei de COVID-19. În noiembrie 2020 a fost semnat un acord prin care Formula 1 va continua să concureze la Interlagos până în 2025, deși sub titlul de Marele Premiu de la São Paulo.

## Istoric
Interlagos a fost construit în 1940, dar nu a găzduit o etapă a Campionatului Mondial de Formula 1 până în 1973. Circuitul este situat în suburbia São Paulo din Interlagos, care se traduce literalmente în portugheză drept „între lacuri”. Chiar dacă circuitul a fost redenumit Autodromo José Carlos Pace în onoarea lui Carlos Pace, un local din São Paolo, care a câștigat singura sa cursă de F1 pe acest circuit în 1975, dar a murit tragic într-un accident aerian ușor în 1977, mulți încă se referă la el ca Interlagos.
Până la sfârșitul anilor '70, dispunerea originală de 7,96 km a circuitului (cu suprafața sa accidentată și barierele de siguranță insuficiente) a fost eliminată din calendarul F1 pe motive de siguranță. Formula 1 a găsit o nouă casă braziliană la circuitul Jacarepaguá din Rio de Janeiro, la care a avut loc zece curse între 1978 și 1989. După un program de renovare semnificativ, F1 a revenit la un circuit Interlagos mai sigur, mai scurt (4.309 km) în 1990. A rămas o prezență constantă în calendar de atunci.
În 2019 au fost publicate unele planuri pentru a organiza Marele Premiu al Braziliei pe o pistă de curse nou construită din Rio de Janeiro începând cu Sezonul de Formula 1 din 2021. Cu toate acestea, construcția acestei piste de curse planificată a fost asociată cu o defrișare parțială a pădurii tropicale Camboata, ceea ce a condus la critici atât din partea populației braziliene, cât și din partea piloților de Formula 1. Odată cu confirmarea calendarului curselor din 2021 de către Consiliul Mondial al FIA pe 17 decembrie 2020, s-a anunțat de asemenea că Marele Premiu se va desfășura în São Paulo pentru cel puțin încă cinci ani. Cu toate acestea, Marele Premiu va fi cunoscut de acum înainte ca Marele Premiu de la São Paulo.

## Edițiile Marelui Premiu de la São Paulo (Formula 1)
Până în 2019, evenimentul s-a desfășurat sub numele de „Marele Premiu al Braziliei”.
| An   | Pole position         | Cel mai rapid tur              | Pilotul câștigător   | Constructorul câștigător   | Circuit           | Raport            |
| ---- | --------------------- | ------------------------------ | -------------------- | -------------------------- | ----------------- | ----------------- |
| 1973 | Ronnie Peterson       | Emerson Fittipaldi Denny Hulme | Emerson Fittipaldi   | Lotus-Ford                 | Interlagos        | Raport            |
| 1974 | Emerson Fittipaldi    | Clay Regazzoni                 | Emerson Fittipaldi   | McLaren-Ford               | Interlagos        | Raport            |
| 1975 | Jean-Pierre Jarier    | Jean-Pierre Jarier             | Carlos Pace          | Brabham-Ford               | Interlagos        | Raport            |
| 1976 | James Hunt            | Jean-Pierre Jarier             | Niki Lauda           | Ferrari                    | Interlagos        | Raport            |
| 1977 | James Hunt            | James Hunt                     | Carlos Reutemann     | Ferrari                    | Interlagos        | Raport            |
| 1978 | Ronnie Peterson       | Carlos Reutemann               | Carlos Reutemann     | Ferrari                    | Jacarepaguá       | Raport            |
| 1979 | Jacques Laffite       | Jacques Laffite                | Jacques Laffite      | Ligier-Ford                | Interlagos        | Raport            |
| 1980 | Jean-Pierre Jabouille | René Arnoux                    | René Arnoux          | Renault                    | Interlagos        | Raport            |
| 1981 | Nelson Piquet         | Marc Surer                     | Carlos Reutemann     | Williams-Ford              | Jacarepaguá       | Raport            |
| 1982 | Alain Prost           | Alain Prost                    | Alain Prost          | Renault                    | Jacarepaguá       | Raport            |
| 1983 | Keke Rosberg          | Nelson Piquet                  | Nelson Piquet        | Brabham-BMW                | Jacarepaguá       | Raport            |
| 1984 | Elio de Angelis       | Alain Prost                    | Alain Prost          | McLaren-TAG                | Jacarepaguá       | Raport            |
| 1985 | Michele Alboreto      | Alain Prost                    | Alain Prost          | McLaren-TAG                | Jacarepaguá       | Raport            |
| 1986 | Ayrton Senna          | Nelson Piquet                  | Nelson Piquet        | Williams-Honda             | Jacarepaguá       | Raport            |
| 1987 | Nigel Mansell         | Nelson Piquet                  | Alain Prost          | McLaren-TAG                | Jacarepaguá       | Raport            |
| 1988 | Ayrton Senna          | Gerhard Berger                 | Alain Prost          | McLaren-Honda              | Jacarepaguá       | Raport            |
| 1989 | Ayrton Senna          | Riccardo Patrese               | Nigel Mansell        | Ferrari                    | Jacarepaguá       | Raport            |
| 1990 | Ayrton Senna          | Gerhard Berger                 | Alain Prost          | Ferrari                    | Interlagos        | Raport            |
| 1991 | Ayrton Senna          | Nigel Mansell                  | Ayrton Senna         | McLaren-Honda              | Interlagos        | Raport            |
| 1992 | Nigel Mansell         | Riccardo Patrese               | Nigel Mansell        | Williams-Renault           | Interlagos        | Raport            |
| 1993 | Alain Prost           | Michael Schumacher             | Ayrton Senna         | McLaren-Ford               | Interlagos        | Raport            |
| 1994 | Ayrton Senna          | Michael Schumacher             | Michael Schumacher   | Benetton-Ford              | Interlagos        | Raport            |
| 1995 | Damon Hill            | Michael Schumacher             | Michael Schumacher   | Benetton-Renault           | Interlagos        | Raport            |
| 1996 | Damon Hill            | Damon Hill                     | Damon Hill           | Williams-Renault           | Interlagos        | Raport            |
| 1997 | Jacques Villeneuve    | Jacques Villeneuve             | Jacques Villeneuve   | Williams-Renault           | Interlagos        | Raport            |
| 1998 | Mika Häkkinen         | Mika Häkkinen                  | Mika Häkkinen        | McLaren-Mercedes           | Interlagos        | Raport            |
| 1999 | Mika Häkkinen         | Mika Häkkinen                  | Mika Häkkinen        | McLaren-Mercedes           | Interlagos        | Raport            |
| 2000 | Mika Häkkinen         | Michael Schumacher             | Michael Schumacher   | Ferrari                    | Interlagos        | Raport            |
| 2001 | Michael Schumacher    | Ralf Schumacher                | David Coulthard      | McLaren-Mercedes           | Interlagos        | Raport            |
| 2002 | Juan Pablo Montoya    | Juan Pablo Montoya             | Michael Schumacher   | Ferrari                    | Interlagos        | Raport            |
| 2003 | Rubens Barrichello    | Rubens Barrichello             | Giancarlo Fisichella | Jordan-Ford                | Interlagos        | Raport            |
| 2004 | Rubens Barrichello    | Juan Pablo Montoya             | Juan Pablo Montoya   | Williams-BMW               | Interlagos        | Raport            |
| 2005 | Fernando Alonso       | Kimi Räikkönen                 | Juan Pablo Montoya   | McLaren-Mercedes           | Interlagos        | Raport            |
| 2006 | Felipe Massa          | Michael Schumacher             | Felipe Massa         | Ferrari                    | Interlagos        | Raport            |
| 2007 | Felipe Massa          | Kimi Räikkönen                 | Kimi Räikkönen       | Ferrari                    | Interlagos        | Raport            |
| 2008 | Felipe Massa          | Felipe Massa                   | Felipe Massa         | Ferrari                    | Interlagos        | Raport            |
| 2009 | Rubens Barrichello    | Mark Webber                    | Mark Webber          | RBR-Renault                | Interlagos        | Raport            |
| 2010 | Nico Hülkenberg       | Lewis Hamilton                 | Sebastian Vettel     | RBR-Renault                | Interlagos        | Raport            |
| 2011 | Sebastian Vettel      | Mark Webber                    | Mark Webber          | RBR-Renault                | Interlagos        | Raport            |
| 2012 | Lewis Hamilton        | Lewis Hamilton                 | Jenson Button        | McLaren-Mercedes           | Interlagos        | Raport            |
| 2013 | Sebastian Vettel      | Mark Webber                    | Sebastian Vettel     | Red Bull Racing-Renault    | Interlagos        | Raport            |
| 2014 | Nico Rosberg          | Lewis Hamilton                 | Nico Rosberg         | Mercedes                   | Interlagos        | Raport            |
| 2015 | Nico Rosberg          | Lewis Hamilton                 | Nico Rosberg         | Mercedes                   | Interlagos        | Raport            |
| 2016 | Lewis Hamilton        | Max Verstappen                 | Lewis Hamilton       | Mercedes                   | Interlagos        | Raport            |
| 2017 | Valtteri Bottas       | Max Verstappen                 | Sebastian Vettel     | Ferrari                    | Interlagos        | Raport            |
| 2018 | Lewis Hamilton        | Valtteri Bottas                | Lewis Hamilton       | Mercedes                   | Interlagos        | Raport            |
| 2019 | Max Verstappen        | Valtteri Bottas                | Max Verstappen       | Red Bull Racing-Honda      | Interlagos        | Raport            |
| 2020 | Nu s-a desfășurat     | Nu s-a desfășurat              | Nu s-a desfășurat    | Nu s-a desfășurat          | Nu s-a desfășurat | Nu s-a desfășurat |
| 2021 | Valtteri Bottas       | Sergio Pérez                   | Lewis Hamilton       | Mercedes                   | Interlagos        | Raport            |
| 2022 | Kevin Magnussen       | George Russell                 | George Russell       | Mercedes                   | Interlagos        | Raport            |
| 2023 | Max Verstappen        | Lando Norris                   | Max Verstappen       | Red Bull Racing-Honda RBPT | Interlagos        | Raport            |
| 2024 | Lando Norris          | Max Verstappen                 | Max Verstappen       | Red Bull Racing-Honda RBPT | Interlagos        | Raport            |

### Statistici
Cinci piloți au obținut cel puțin câte un hat-trick (pole position, cel mai rapid tur și victorie într-o cursă): Jacques Laffite în 1979, Damon Hill în 1996, Jacques Villeneuve în 1997, Mika Häkkinen în 1998 și 1999 și Felipe Massa în 2008.
Piloții și echipele îngroșate concurează în sezonul actual de Formula 1.

#### Multipli câștigători
| Victorii | Pilot              | Ani                                |
| -------- | ------------------ | ---------------------------------- |
| 6        | Alain Prost        | 1982, 1984, 1985, 1987, 1988, 1990 |
| 4        | Michael Schumacher | 1994, 1995, 2000, 2002             |
| 3        | Carlos Reutemann   | 1977, 1978, 1981                   |
| 3        | Sebastian Vettel   | 2010, 2013, 2017                   |
| 3        | Lewis Hamilton     | 2016, 2018, 2021                   |
| 3        | Max Verstappen     | 2019, 2023, 2024                   |
| 2        | Emerson Fittipaldi | 1973, 1974                         |
| 2        | Nelson Piquet      | 1983, 1986                         |
| 2        | Nigel Mansell      | 1989, 1992                         |
| 2        | Ayrton Senna       | 1991, 1993                         |
| 2        | Mika Häkkinen      | 1998, 1999                         |
| 2        | Juan Pablo Montoya | 2004, 2005                         |
| 2        | Felipe Massa       | 2006, 2008                         |
| 2        | Mark Webber        | 2009, 2011                         |
| 2        | Nico Rosberg       | 2014, 2015                         |

| Victorii | Constructor     | Ani                                                                    |
| -------- | --------------- | ---------------------------------------------------------------------- |
| 12       | McLaren         | 1974, 1984, 1985, 1987, 1988, 1991, 1993, 1998, 1999, 2001, 2005, 2012 |
| 11       | Ferrari         | 1976, 1977, 1978, 1989, 1990, 2000, 2002, 2006, 2007, 2008, 2017       |
| 7        | Red Bull Racing | 2009, 2010, 2011, 2013, 2019, 2023, 2024                               |
| 6        | Williams        | 1981, 1986, 1992, 1996, 1997, 2004                                     |
| 6        | Mercedes        | 2014, 2015, 2016, 2018, 2021, 2022                                     |
| 2        | Renault         | 1980, 1982                                                             |
| 2        | Brabham         | 1975, 1983                                                             |
| 2        | Benetton        | 1994, 1995                                                             |

#### Multipli deținători depole position
| Pole-uri | Pilot              | Ani                                |
| -------- | ------------------ | ---------------------------------- |
| 6        | Ayrton Senna       | 1986, 1988, 1989, 1990, 1991, 1994 |
| 3        | Mika Häkkinen      | 1998, 1999, 2000                   |
| 3        | Felipe Massa       | 2006, 2007, 2008                   |
| 3        | Rubens Barrichello | 2003, 2004, 2009                   |
| 3        | Lewis Hamilton     | 2012, 2016, 2018                   |
| 2        | James Hunt         | 1976, 1977                         |
| 2        | Ronnie Peterson    | 1973, 1978                         |
| 2        | Nigel Mansell      | 1987, 1992                         |
| 2        | Alain Prost        | 1982, 1993                         |
| 2        | Damon Hill         | 1995, 1996                         |
| 2        | Sebastian Vettel   | 2011, 2013                         |
| 2        | Nico Rosberg       | 2014, 2015                         |
| 2        | Valtteri Bottas    | 2017, 2021                         |
| 2        | Max Verstappen     | 2019, 2023                         |

#### Multipli deținători de cel mai rapid tur
| CMRT | Pilot              | Ani                          |
| ---- | ------------------ | ---------------------------- |
| 5    | Michael Schumacher | 1993, 1994, 1995, 2000, 2006 |
| 4    | Lewis Hamilton     | 2010, 2012, 2014, 2015       |
| 3    | Alain Prost        | 1982, 1984, 1985             |
| 3    | Nelson Piquet      | 1983, 1986, 1987             |
| 3    | Mark Webber        | 2009, 2011, 2013             |
| 2    | Jean-Pierre Jarier | 1975, 1976                   |
| 2    | Gerhard Berger     | 1988, 1990                   |
| 2    | Riccardo Patrese   | 1989, 1992                   |
| 2    | Mika Häkkinen      | 1998, 1999                   |
| 2    | Juan Pablo Montoya | 2002, 2004                   |
| 2    | Kimi Räikkönen     | 2005, 2007                   |
| 2    | Max Verstappen     | 2016, 2017, 2024             |
| 2    | Valtteri Bottas    | 2018, 2019                   |

## Câștigătorii Marelui Premiu al Braziliei (Non-Formula 1)
Câștigătorii edițiilor care nu au făcut parte din Campionatul Mondial de Formula 1.
| An   | Pilot            | Mașină       | Locație    | Categorie |
| ---- | ---------------- | ------------ | ---------- | --------- |
| 1972 | Carlos Reutemann | Brabham-Ford | Interlagos | Formula 1 |